# Marpesia furcula
Espèce
Marpesia furcula est une espèce d'insectes lépidoptères de la famille des Nymphalidae, de la sous-famille des Limenitidinae et du genre Marpesia.

## Dénomination
Marpesia furcula a été décrit par Johan Christian Fabricius en 1793 sous le nom initial de Papilio furcula.
Synonymes : Timetes furcula; Godman & Salvin, [1884]; Marpesia iole, Drury, 1782 et Marpesia hermione pour Marpesia furcula oechalia.

### Noms vernaculaires
Marpesia furcula se nomme Sunset Daggerwing ou Glossy Daggerwing en anglais,.

### Sous-espèces
- Marpesia furcula furcula ; présent au Nicaragua.
- Marpesia furcula oechalia (Westwood, 1850) ; présent en Équateur, en Bolivie, au Pérou, en Argentine et au Brésil.
- Marpesia furcula violetta (Hall, 1929) ; présent dans l'ouest de l'Équateur.
- Marpesia furcula ssp. ; présent à Panama[1].

## Description
Marpesia furcula est un papillon aux ailes antérieures à bord costal bossu, apex en crochet, bord externe concave près de l'apex et ailes postérieures portant chacune une longue queue. Il existe un dimorphisme sexuel.
Le dessus du mâle est orange pour la moitié basale et marron pour la partie distale avec une séparation nette rectiligne soulignée d'une bande violette aux ailes antérieures. Le dessus de la femelle est ocre orangé rayé de marron avec aux ailes antérieures l'apex marron, marqué de points blancs.
Le revers est marron cuivré et violet nacré.

## Biologie
Marpesia furcula réside dans la canopée de la forêt tropicale humide.

### Plantes hôtes
Aucune documentation.

## Écologie et distribution
Marpesia furcula est présent au Nicaragua, au Costa Rica, à Panama, en Équateur, en Bolivie, au Pérou, en Argentine et au Brésil,.

### Protection
Pas de statut de protection particulier trouvé.